# ماری نوئل (کارگردان)
ماری نوئل (فرانسوی: Marie Noëlle‎) کارگردان و فیلمنامه نویس فرانسوی است. او بیشتر به خاطر کارگردانی دو فیلم  ماری کوری: جسارت دانش و لودویگ دوم شناخته می‌شود. او بیشتر پروژه‌های سینمایی‌اش را به صورت مشترک با همسر درگذشته‌اش پیتر زیا به‌عنوان کارگردان و فیلمنامه‌نویس به انجام رسانده است. نخستین کارگردانی تک‌نفره او در فیلم ماری کوری: جسارت دانش (۲۰۱۶) روی داد.
او افزون بر همسر آلمانی‌اش، با سینماگران دیگری مانند هربرت آخترنبوش و وانگ شو نیز در چند پروژه به‌عنوان تهیه‌کننده، بازیگر و فیلم‌نامه‌نویس همکاری داشته است.

## فیلم‌شناسی
- ۱۹۹۴: برو به تبت! (تهیه‌کننده)
- ۱۹۹۷: وسواس (فیلمنامه‌نویس)
- ۲۰۰۱: مسیر دشوار عشق (فیلمنامه‌نویس)
- ۲۰۰۸: همسر آنارشیست (کارگردان و فیلمنامه‌نویس)
- ۲۰۱۲: لودویگ دوم (کارگردان و فیلمنامه‌نویس)
- ۲۰۱۶: ماری کوری: جسارت دانش (کارگردان و فیلمنامه‌نویس)
- ۲۰۲۲: هاینریش فوگلر؛ زندگی یک رویاپرداز (کارگردان و فیلمنامه‌نویس)